# United States Colored Troops
Formés pour la première fois pendant la guerre de Sécession, les United States Colored Troops (U.S.C.T.) sont des régiments de l'Union Army composés d'Afro-Américains : Noirs libres, ou affranchis, ou esclaves (ayant fui leurs maître ou libérés par les Unionistes) qui pensaient que la conscription était la voie vers l'émancipation et l'intégration sociale.
Après 1863, les U.S.C.T. se développeront considérablement et réuniront début 1865 (avant la fin de la guerre) jusqu'à 180 000 hommes (près de 10 % des troupes de l'Union).
Les U.S.C.T. ont perdu pendant la guerre 70 929 hommes : 2 751 tués au combat ou morts ultérieurement de leurs blessures et 68 178 morts d'autres causes (essentiellement de maladie),.

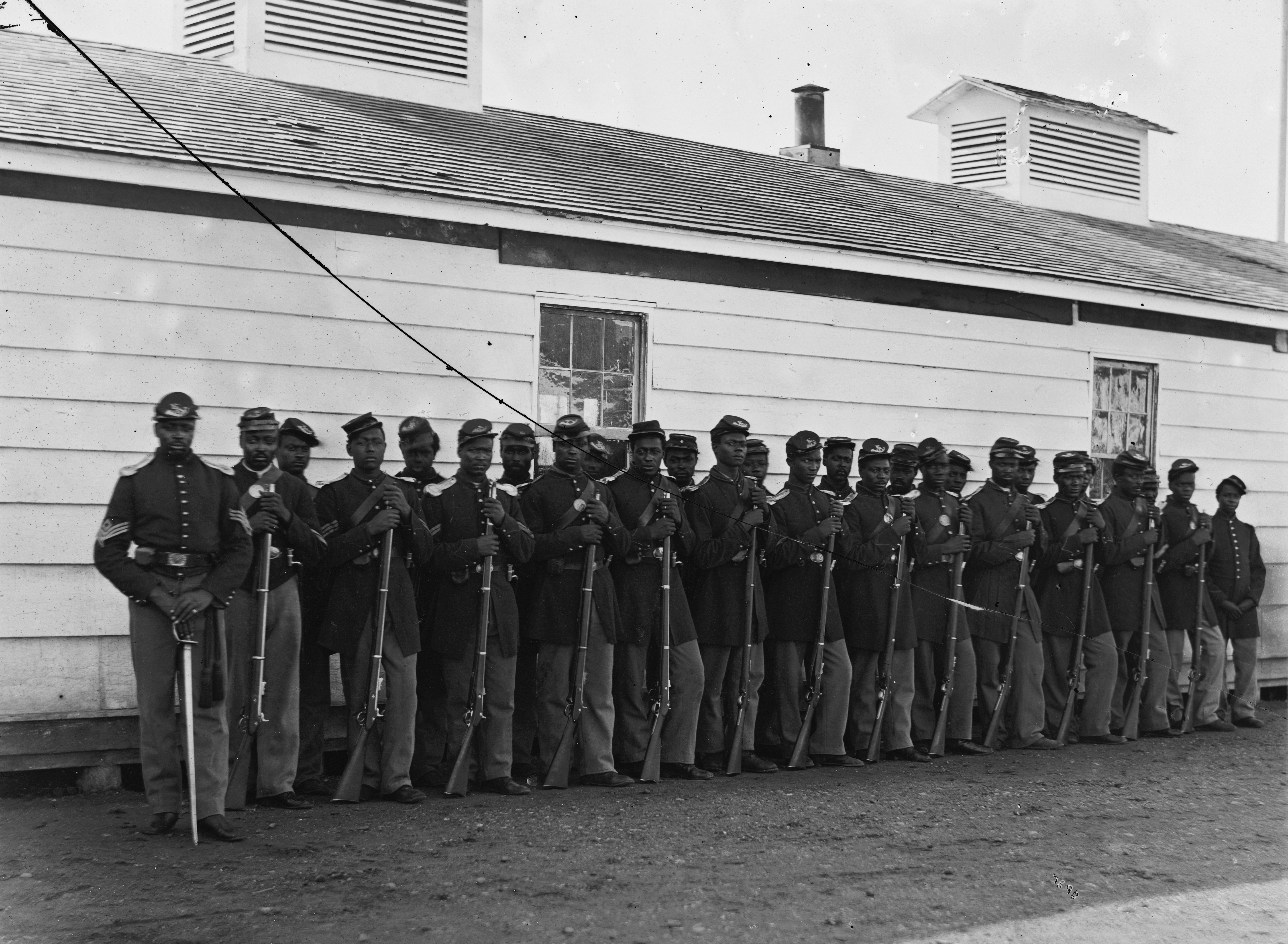
Des hommes du 4e régiment U.S.C.T., Compagnie E, en garnison à Fort Lincoln sont préposés à la garde de Washington DC (photo au collodion humide de William Morris Smith, prise entre 1863 et 1865).

## Formation

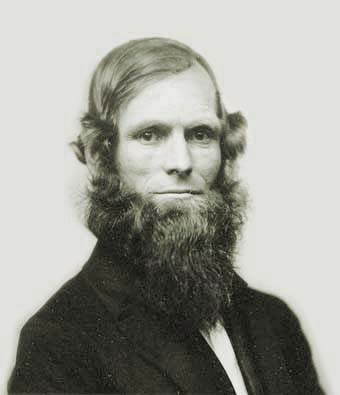
George Luther Stearns (1809-1867), riche négociant et figure particulièrement active du mouvement abolitionniste, fut un de ceux qui militèrent pour l'émancipation des Noirs. Il aida en particulier Robert Gould Shaw à lever des volontaires Noirs pour former le d'infanterie du Massachusetts (en mars 1863, juste après la formation en septembre 1862 des Louisiana Native Guards, qui deviendront bientôt les Corps d'Afrique).

Quelques unités réunissant des Afro-Américains ont été formées dès 1862 à la suite d'initiatives locales, mais c'est début janvier 1863 (après le 2e des décrets promulgués par Abraham Lincoln lui-même, décret qui complète la proclamation d'émancipation des Noirs) que l'enrôlement des anciens esclaves ou hommes libres d'origine africaine commence officiellement.
Le département de la Guerre édicte le 22 mai 1863 son General Order No 143, par lequel est formé un Bureau of Colored Troops, qui devra prendre toutes mesures destinées à faciliter l'enrôlement des Noirs (esclaves, anciens esclaves ou hommes libres) dans l'Union Army.

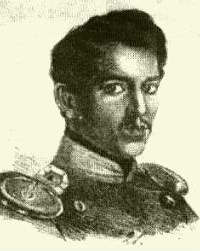
William N. Reed, gravement blessé lors de la bataille d'Olustee, meurt le 26 avril 1864. Grâce à son expérience militaire acquise en Europe du Nord, il était devenu (cas exceptionnel dans l'armée de l'Union) lieutenant-colonel du 1st North Carolina Colored Volunteer Regiment (Martin Delany ne sera nommé par Abraham Lincoln qu'au grade de major, et peu de temps avant la fin de la guerre).

Les régiments U.S.C.T. étaient encadrés par des officiers blancs. Une académie militaire formant les cadres des régiments U.S.C.T. ouvrit à Philadelphie fin 1863. Les Afro-Américains ne pouvaient (à part quelques cas exceptionnels) être promus au-delà du rang de sous-officier.
Certains soldats afro-américains parvinrent à dépasser le grade de sous-officier : James Monroe Trotter fut nommé sous-lieutenant ; Martin Delany fut nommé major par Lincoln lui-même juste avant la fin de la guerre ; William N. Reed fut même brièvement lieutenant-colonel avant d'être tué au combat en avril 1864. Frederick Douglass (qui avait plus de 40 ans en 1861) ne s'enrôla pas, mais ses fils rejoignirent les U.S.C.T.
De plus la solde des soldats noirs était inférieure (presque de moitié) à celle des soldats blancs. Les hommes des U.S.C.T. (en particulier ceux du 54e régiment d'infanterie du Massachusetts) refusèrent de toucher leur solde jusqu'à ce que la même somme mensuelle que celle des soldats blancs leur soit versée.

### Des régiments de volontaires
Des régiments de volontaires formés de Noirs libres apparurent avant la création des U.S.C.T : ainsi la 1st Company of North Carolina Colored Volunteers réunissait des membres de la communauté de Noirs libres établis sur Roanoke Island (Caroline du Nord).
Presque tous les régiments de volontaires noirs ont été, après un délai variable, versés dans les U.S.C.T., sauf quatre d'entre eux qui, étant formés de Noirs originaires des États du Nord de l'Union et s'étant notablement signalés par leurs états de service, demandèrent à garder la dénomination Volunteers associée au nom de leur État. Ce sont les :
- 5th Massachusetts (Colored) Volunteer Cavalry Regiment (ou 5e United States Colored Cavalry), sous le commandement du colonel James S. Brisbin ;
- 54th Massachusetts (Colored) Volunteer Infantry Regiment (ou 54e régiment d'infanterie du Massachusetts) ;
- 55th Massachusetts (Colored) Volunteer Infantry Regiment ;
- 29th Connecticut (Colored) Volunteer Infantry Regiment.

### Les corps d'Afrique deLouisiane
Les corps d'Afrique de Louisiane ont une certaine originalité : ils ont été précédés par une milice noire confédérée francophone. Ils avaient des officiers noirs, qui, peu à peu découragés par une discrimination ordonnée par la hiérarchie de l'US Army, ont cédé la place à des officiers blancs.
Un de ces officiers noirs, le capitaine André Cailloux, lui, a été tué pendant le premier assaut lors du siège de Port Hudson, le 27 mai 1863, et son héroïsme a entrainé l'enrôlement de nombreux Afro-Américains.
Les corps d'Afrique ont été versés dans les U.S.C.T. début 1864.

## Unités des U.S.C.T.

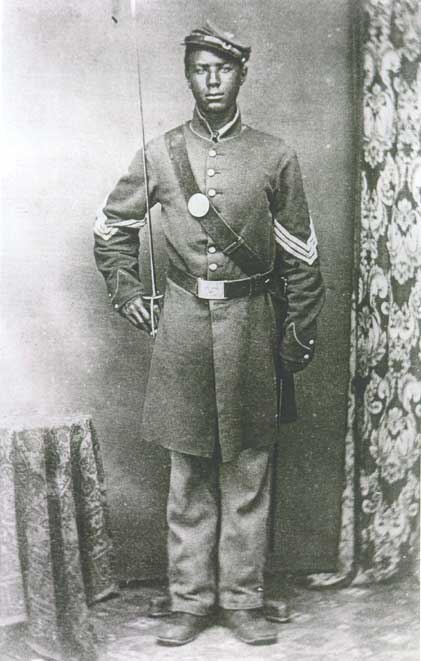
Andrew Jackson Smith, caporal du 55e Massachusetts Colored Volunteers, avait 20 ans lorsqu'il se distingua à la bataille de Honey Hill (30 novembre 1864). La Medal of Honor (la plus haute décoration militaire des États-Unis pour bravoure au combat) qu'il avait méritée en 1864 fut remise à ses descendants en 2001 (137 ans plus tard) par le président Bill Clinton. Il y a plusieurs exemples de ce genre de discrimination vis-à-vis des soldats afro-américains.

- six régiments de cavalerie, du 1st au 6th USC Cavalry
- un régiment d'artillerie légère (le 2nd USC (Light) Artillery) ;
- une batterie indépendante d'artillerie lourde (USC Heavy Artillery Battery) ;
- 13 régiments d'artillerie lourde (les 1st, et 3rd à 14th USC (Heavy) Artillery) ;
- une compagnie « non assignée » d'infanterie (la Company A, US Colored Infantry) ;
- une compagnie « indépendante » d'infanterie (la Southard's Company, Pennsylvania (Colored) Infantry") ;
- un régiment « indépendant » d'infanterie (le Powell's Regiment, US Colored Infantry) ;
- 135 régiments d'infanterie (du 1st au 138th USC Infantry).

Les 94th, 105th, et 126th USC Infantry ne furent jamais complètement formés.

## États de service des U.S.C.T.

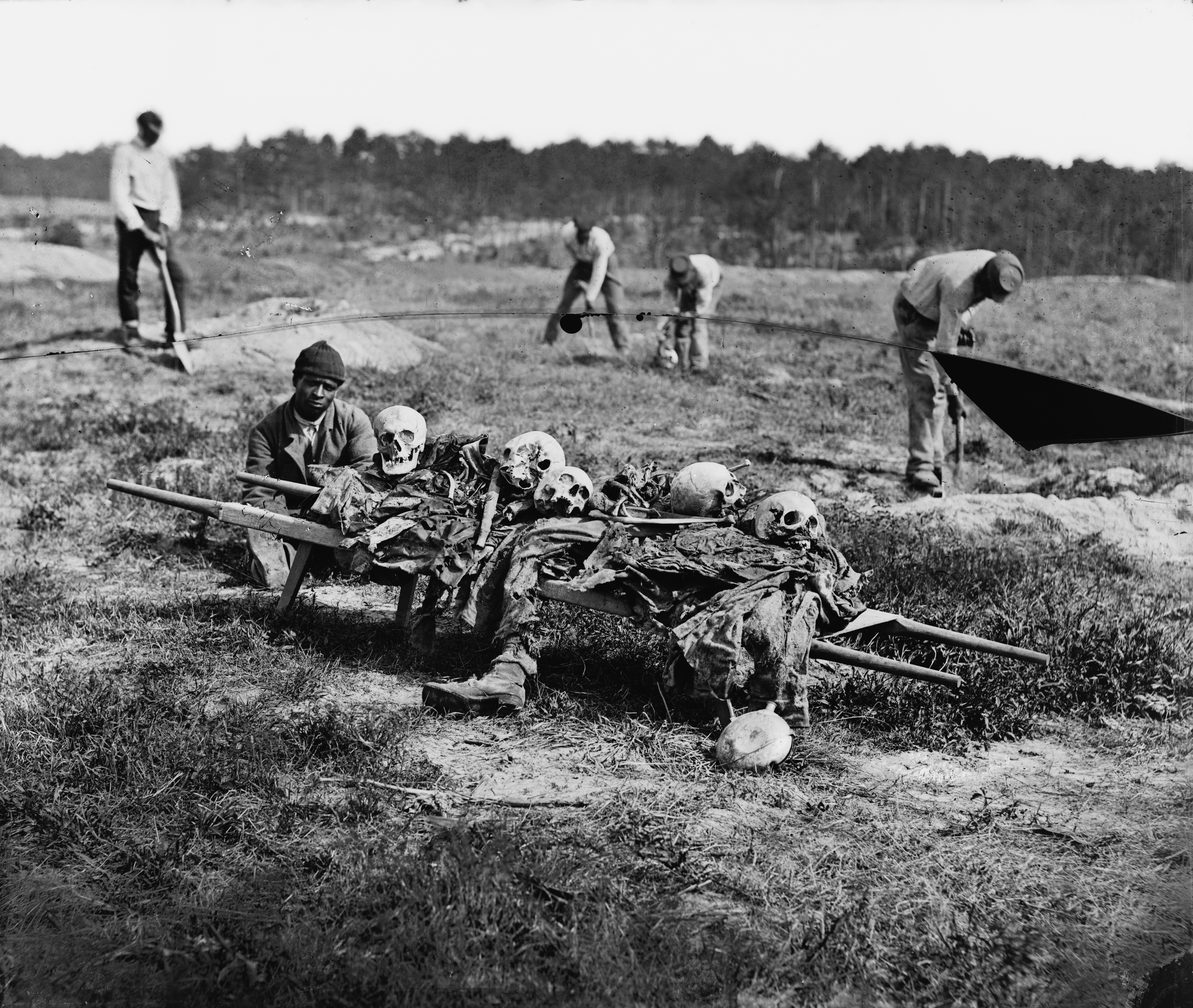
Début 1865 les U.S.C.T. recherchent les morts tombés en juin 1864 sur le champ de bataille de Cold Harbor. Photo de J. Reekie, restaurée par Hal Jespersen.

Les troupes noires servirent souvent de garnison à l'arrière du front, dans les villes occupées, et furent souvent occupées aux travaux de terrassement et de sépulture.
Ainsi le Stones River National Cemetery (Tennessee) fut créé sur ordre du major-général George Henry Thomas en 1864 : pendant 2 ans le 111th Regiment U.S.C.T. fouilla les champs de la bataille de Murfreesboro, de la bataille de Stones River, de la bataille de Franklin, ainsi que Shelbyville, Cowan et Hoover's Gap, et enterra décemment 6 850 corps.
Mais elles se distinguèrent aussi par leur courage (et eurent beaucoup de pertes) en première ligne, en particulier lors du siège de Port Hudson, de la seconde bataille de Fort Wagner, de la bataille du Cratère, de la seconde bataille de Fort Fisher, de la bataille de Nashville, de la bataille de Chaffin's Farm.
En considération des services rendus par les U.S.C.T., elles furent les premières à entrer à Richmond après la chute de la capitale confédérée, en mars 1865, et à assister à la signature de l'armistice à Appomatox.

## Les soldatsafro-américainset laMedal of Honorpendant la guerre de Sécession

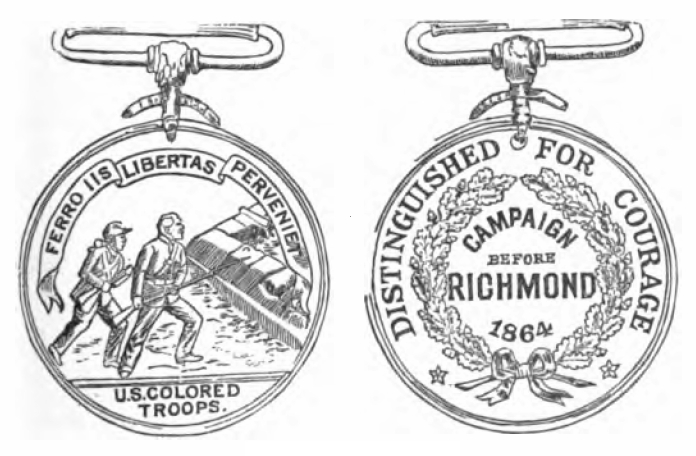
Créé en octobre 1864 par le major-général Benjamin Franklin Butler, la Butler Medal (ou Colored Troops Medal) était destinée à récompenser les sacrifices des U.S.C.T. lors de la conquête de Petersburg et de Richmond. Elle fut décernée à environ 200 soldats afro-américains ayant fait preuve d'un grand courage dans l'Army of the James. Elle porte la devise Ferro iis libertas perveniet (La liberté leur vient par le fer) et montre 2 soldats attaquant des fortins.

Au cours de la guerre de Sécession, 25 Afro-Américains (7 marins, 15 soldats des U.S.C.T. et 3 soldats d'unités diverses) furent jugés dignes de recevoir la plus haute distinction militaire nord-américaine, la Medal of Honor.
14 Medal of Honor furent attribuées à des fantassins après la bataille de Chaffin's Farm, et 4 médailles le furent à des marins après la bataille de la baie de Mobile.
Une de ces médailles, celle de William Harvey Carney fut décernée en 1900, 36 ans après son fait d'armes, et une autre, celle de Andrew Jackson Smith (voir son portrait en pied supra) en 2001.

## Crimes de guerre
La loi sudiste assimilait un noir (même en uniforme nordiste) à un esclave révolté, qui devait être renvoyé à son propriétaire pour être puni de la peine capitale.
Les soldats des U.S.C.T. (blessés ou venant de se rendre, et désarmés) furent souvent victimes d'exécutions sommaires par des Confédérés.
Le cas le plus connu (et qui est encore aujourd'hui le sujet de vives controverses) est le massacre d'environ 250 soldats noirs après la bataille de Fort Pillow au Tennessee le 12 avril 1864.
La différence de traitement entre les prisonniers de guerre unionistes blancs et les Afro-Américains fut une des causes qui poussèrent Ulysses S. Grant à mettre un terme aux échanges de prisonniers que le cartel Dix-Hill avait tant bien que mal mis en route. Le sort des soldats prisonniers de guerre, tant au Sud qu'au Nord, resta lamentable, voire s'aggrava.

## Après la guerre
Les U.S.C.T. sont démobilisées fin 1865-début 1866.
En 1867 le Congrès fixe les effectifs de l'US Army à 10 régiments de cavalerie et 47 régiments d'infanterie. Sont composés d'Afro-Américains (essentiellement des vétérans de la guerre de Sécession) 2 régiments de cavalerie (le 9e et le 10e) et 4 régiments d'infanterie (les 38e, 39e, 40e, 41e).
En 1869 les effectifs de l'US Army sont drastiquement réduits : elle conserve 10 régiments de cavalerie, mais ne garde que 25 régiments d'infanterie. Les 2 régiments de cavalerie U.S.C.T. ne sont pas concernés mais seulement 2 régiments d'infanterie U.S.C.T. subsistent, le 24e et le 25e.
Les unités d'USCT s'illustrèrent pendant les guerres indiennes et furent surnommés Buffalo Soldiers par les Amérindiens.

## Reconnaissance

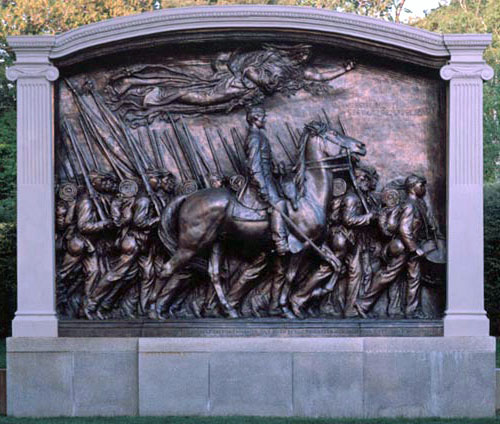
Un monument élaboré par le sculpteur Augustus Saint-Gaudens en l'honneur du d'infanterie du Massachusetts et de son colonel Robert Gould Shaw a été élevé à Boston Commons en 1898.

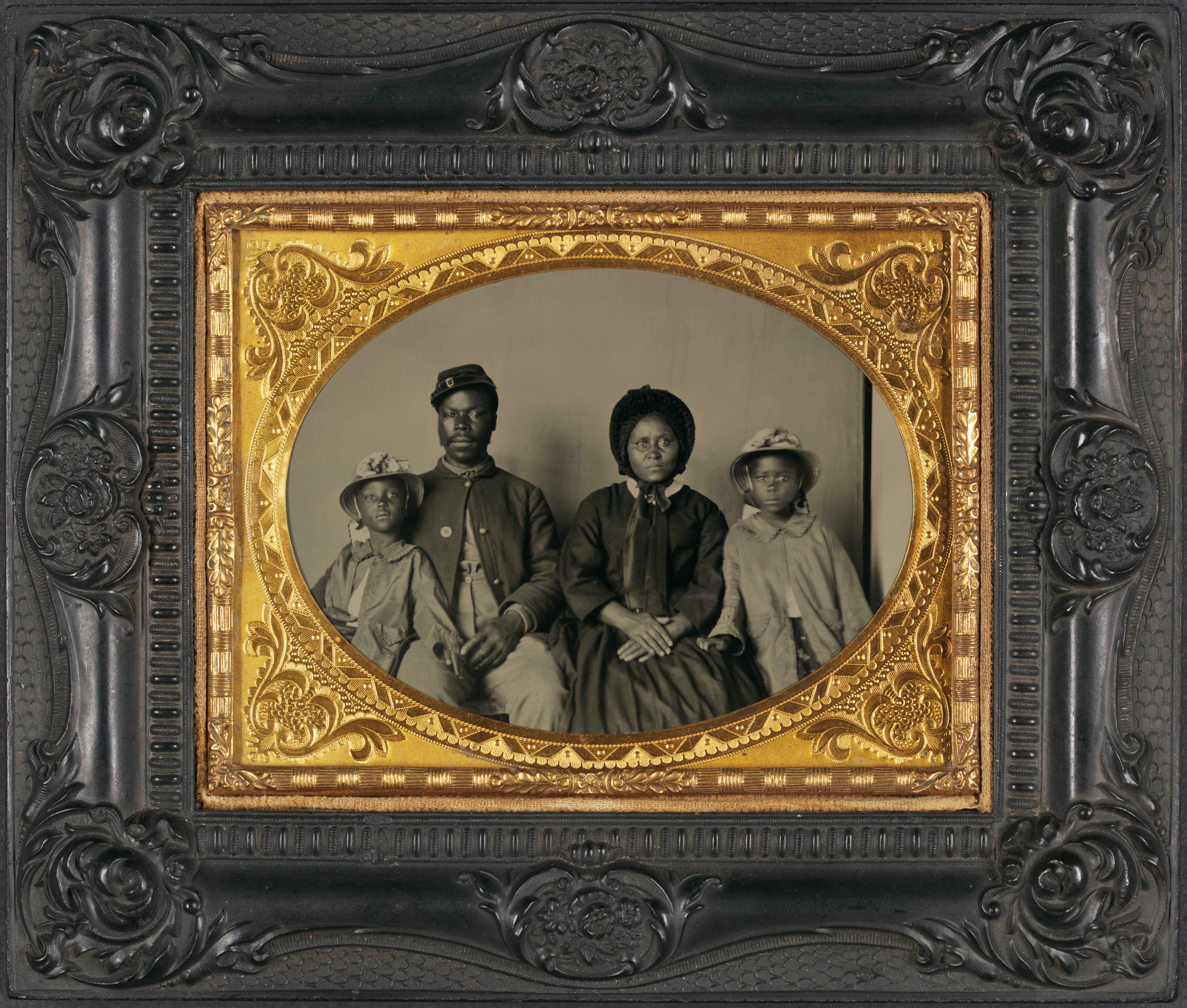
Seule photographie connue d'un homme du United States Colored Troops avec probablement sa famille. Cette image, réalisée entre 1863 et 1865, a été retrouvée dans le comté de Cecil, Maryland, de sorte qu’il est probable que ce soldat appartenait à l’un des sept régiments de cet Etat fédéré. Le soldat est identifié en tant que St. Samuel Smith du 119e USCT, avec son épouse Mollie, et ses filles Mary et Maggie.

Après la guerre de nombreux vétérans des U.S.C.T. durent lutter pour faire reconnaître leurs droits : le gouvernement fédéral considérait les U.S.C.T. comme des troupes auxiliaires, et donc « ils n'étaient pas censés toucher de pension ». Cette injustice fut corrigée en 1890, mais ce n'est qu'au début du XXe siècle que les survivants commencèrent à percevoir leurs pensions.
L'histoire des U.S.C.T. a été conservée par de nombreux historiens, et en particulier par W.E.B. Du Bois.
Au début du XXe siècle, le site du St-Gaudens Memorial a inspiré au musicien américain Charles Ives le 1er mouvement (lent) de sa suite pour orchestre, Three Places in New England : il exalte les soldats Noirs du 54e régiment d'infanterie du Massachusetts et leur colonel.
Le St-Gaudens Memorial et son environnement urbain ont aussi inspiré en 1960 au poète Robert Lowell son poème For the Union Dead.
Le film Glory (1989), avec Denzel Washington, Morgan Freeman et Matthew Broderick, montre la formation et les combats du 54e régiment d'infanterie du Massachusetts. Le scénario du film Glory est tiré de 2 livres : One Gallant Rush (« Un courageux élan » ; son auteur, Peter Burchard, s'est inspiré des lettres du colonel Robert Gould Shaw) et Lay This Laurel (« Dépose ce laurier ») de Lincoln Kirstein. À propos du film, un critique a écrit qu'il magnifie « l'héroïsme de ceux que l'histoire a passé sous silence ».
Une journée nationale de commémoration des U.S.C.T. a eu lieu en septembre 1996.
Le African American Civil War Museum a ouvert à Washington DC tout près du Mémorial, au 1925 Vermont Avenue, dans un quartier animé qui est traditionnellement celui des théâtres et salles de concerts noirs.
En juillet 2011 les 150 ans de la guerre de Sécession et les 50 ans de l'obtention des Droits civiques ont été célébrés par une grande exposition appelée De la Guerre Civile aux Droits Civiques (From the Civil War to Civil Rights).
En 2016 ouvre à Washington D.C. un grand musée Smithsonien : le National Museum of African American History and Culture.

## Sources
- (en) Cet article est partiellement ou en totalité issu de l’article de Wikipédia en anglais intitulé « United States Colored Troops » (voir la liste des auteurs).